# Conde de Grey

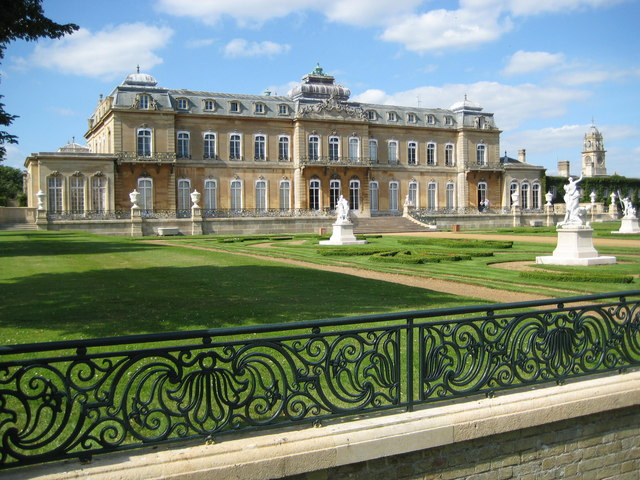
Wrest Park, Bedfordshire, a sede da família Grey.

Conde de Grey, de Wrest no Condado de Bedford, era um título no Pariato do Reino Unido.

## História
O título foi criado em 25 de outubro de 1816 (como Condessa de Grey ) para Amabell Hume-Campbell, viúva Lady Polwarth e suo jure 5.ª Baronesa Lucas, com o restante para os herdeiros masculinos de seu corpo e, na falta de tal problema, para sua irmã Mary Jemima Robinson, viúva Baronesa Grantham, e os herdeiros masculinos de seu corpo.  Ela era a filha mais velha e co-herdeira de Philip Yorke, 2.º Conde de Hardwicke, e Jemima Campbell, 2.ª Marquesa Grey, filha mais velha de John Campbell, 3.º Conde de Breadalbane e Holland, e Lady Amabel Grey, filha mais velha de Henry Grey, 1.º Duque de Kent (ver Duque de Kent).
O marquesado de Grey foi extinto com a morte de sua mãe em 1797, e quando o título Grey foi revivido em favor de sua filha, o estilo "de Grey" foi usado para distingui-lo do condado de Grey, que havia sido criado em 1806; a família Grey era extremamente distante dos Condes Grey. A Condessa de Grey era viúva de Alexander Hume-Campbell, Lorde Polwarth, filho mais velho de Hugh Hume, 3.º Conde de Marchmont. 
A Condessa de Grey não tinha filhos e foi sucedida na baronia de Lucas, de acordo com a descendência normal desse título, e no condado de de Grey, de acordo com o restante especial, por seu sobrinho, Thomas Robinson, 3.º Barão Grantham, que assumiu o sobrenome de Grey ao suceder o título. Lorde de Grey era o filho mais velho de Thomas Robinson, 2.º Barão Grantham, e da já mencionada Mary Jemima Robinson, Baronesa Viúva Grantham (falecida em 1830), irmã da Condessa de Grey. 
Ele morreu em 1859 e foi sucedido na baronia de Lucas (que poderia ser passada através de linhas femininas) por sua filha mais velha, Lady Anne (veja Barão Lucas para mais detalhes sobre a história deste título)  e no condado de Grey (que só poderia ser passado através de linhas masculinas) por seu sobrinho, George Robinson, 2.º Conde de Ripon, filho único de FJ Robinson, 1.º Conde de Ripon, o ex-primeiro-ministro mais conhecido como Lord Goderich. Ao suceder ao condado de Grey, Lorde Ripon se autodenominou "Conde de Grey e Ripon". Em 1871, foi criado Marquês de Ripon, após o que Conde de Grey se tornou o título de cortesia usado pelo herdeiro aparente do marquesado.  Ripon foi sucedido por seu filho e único filho sobrevivente, Frederick Robinson, 2.º Marquês de Ripon. O segundo Marquês não tinha filhos e, com a sua morte em 1923, o marquesado e o condado de Grey e todos os outros títulos foram extintos. 

## Condes de Grey (1816)
- Amabel Hume-Campbell, 1.ª Condessa de Grey (1751–1833)
- Thomas Philip de Grey, 2.º Conde De Grey, 3.º Barão Grantham (1781–1859)
- George Frederick Samuel Robinson, 1.º Marquês de Ripon, 3.º Conde de Grey (1827–1909)
- Frederick Oliver Robinson, 2.º Marquês de Ripon, 4.º Conde de Grey (1852–1923)